# Mouriscas
Las Mouriscas es una freguesia portuguesa del municipio de Abrantes, con 34,98 km² del área y 1946 habitantes (2001). Densidad: 55,6 hab/km².
A freguesia de las Mouriscas situada en la zona este del municipio, al norte de río Tajo, y tiene como vecinos dos municipios y tres freguesias de Abrantes. Los primeros son el Sardoal al noroeste y Mação al nordeste y al este. Las segundas son Concavada y Pego a sur y Alferrarede al oeste. Está en la ribera al margen derecho del río Tajo a lo largo de todo el límite sur.

## Patrimonio
- Ponte romana de Alferrarede o Olho de Boi

- Datos: Q1950999
- Multimedia: Mouriscas / Q1950999